# Famille Stoppa
Pour les articles homonymes, voir Stoppa.
 (mars 2018).
La famille Stoppa,, est originaire de Chiavenna, en Lombardie. Au XVIe siècle cette ville faisait partie du pays des Grisons, canton des Grisons en Suisse. Ses membres sont attestés aussi sous le nom Stoppa, mais également Stuppa, Stouppa, Stoupp, Stuppan, ou encore Stoupan.

## Origines
Au  XVIe siècle, il y a plusieurs Stoppa qui portaient les prénoms Jean Baptiste et (Jean) Nicolas ; il est donc difficile d'affirmer des filiations précises.
Le seul document probant sur l’origine de la famille Stoppa est conservé aux Archives de Sondrio, en Lombardie.
“Le 2 février 1595 ont comparu Nicolas (Nicolò), médecin, fils de Bernardin (Bernardino) Stoppa, également médecin et Jean Baptiste (Giovanni Battista), fils de Nicolas. L’acte précise que Jean Baptiste obtint son émancipation et le pouvoir de passer des contrats… ”.
L'âge de la majorité étant de 25 ans à cette époque, cet acte révèle que Jean Baptiste Stoppa naquit vers 1570-1575, et que son père Nicolas était vivant en 1595. Par conséquent, le Nicolas mentionné dans cet acte ne peut être le Nicolas à l’origine de la lignée des Stoppa de Bâle, car il y a plus d’une génération d'âge de différence.
Jacques Augustin A. Galiffe n’ayant pu apporter de précision sur l’origine du Nicolas Stoppa, père des lignées Jean Baptiste et Bernardin Stoppa, on ne peut affirmer le lien originel, mais il est possible de documenter deux lignées de Stoppa originaires de Chiavenna.

## Personnalités
- Jean-Nicolas (Johannes Nikolaus) Stoppa (1542-1621), médecin et professeur de médecine de l'Université de Bâle[5].
- Emmanuel Stoppa, fils du précédent (1587-1664), également médecin et professeur de l'Université de Bâle.
- Bernardin Stoppa (vers 1579-avant 1638), marchand-banquier à Lyon, en 1597[6].
- Jean-Antoine Stoppa (avant 1597-1652), banquier, diplomate et militaire.
- Alexandre Louis François Stoppa (après 1670-1617), militaire.
- Jean-Baptiste Stoppa (1570-1647), frère de Bernardin, établi marchand-banquier à Lyon, en 1624[6].
- Jean-Pierre Stoppa (1621-1701). Officier au service de la France, Chevalier de Saint-Louis[7]. Le DHS le donne fils du médecin Nikolaus, tandis que Galiffe (1829) le dit fils de Jean-Baptiste Stoppa[3].
- Jean-Baptiste Stoppa (1624-1692), frère de Jean-Pierre Stoppa, pasteur, officier[8].

### Lignée de Nicolas Stoppa
médecin à Chiavenna.
- Jean-Nicolas Stoppa (1542-1621), professeur de médecine de l'Université de Bâle.
- Emmanuel Stoppa (1587-1664), professeur de médecine de l'Université de Bâle, successeur de Jean-Nicolas.

### Branche Jean-Baptiste Stoppa
- Jean-Baptiste Stoppa (1570-1647)
- Jean-Pierre Stoppa (1619-1701)
- Jean Baptiste Stoppa (1623-1692)

### Branche Bernardin Stoppa
- Bernardin Stoppa (vers 1577-avant 1638)
- Jean-Antoine Stoppa (avant 1597-1652)
- Alexandre Louis François Stoppa (après 1670-1717)

### Jean-Nicolas Stoppa

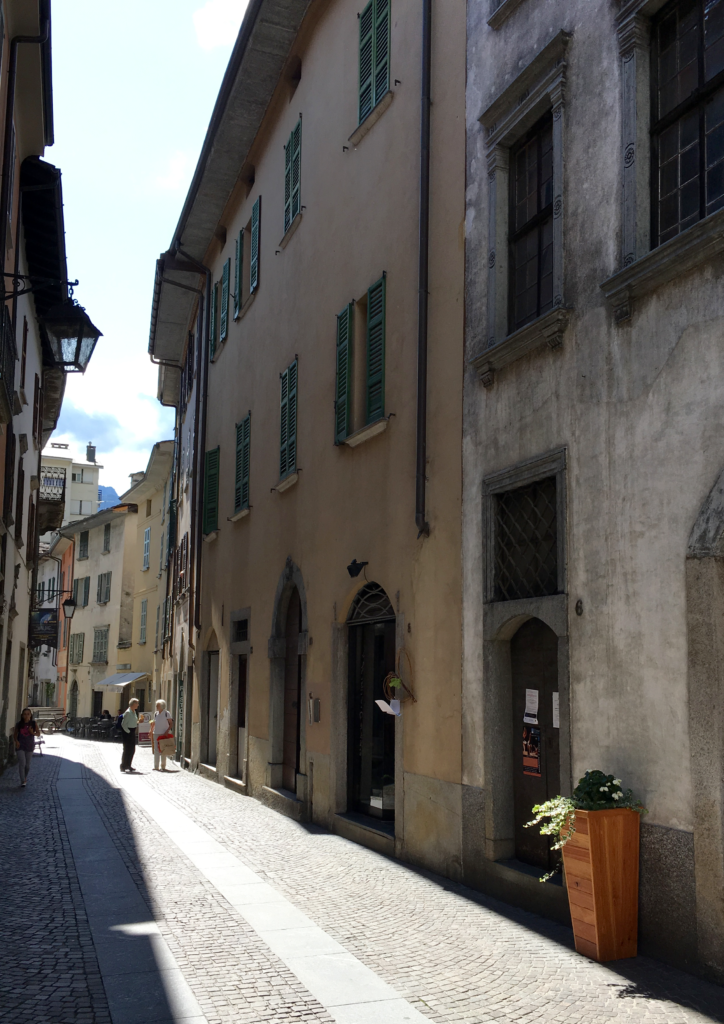
Maison de Famille Stoppa Chiavenna

Jean-Nicolas (ou Johannes Nikolaus Stoppa), né à Chiavenna en décembre 1542, est le fils de Nicolas Stoppa, médecin à Chiavenna,. Plus tard, il latinise son nom en Stupanus.
En 1557, à l'âge de 15 ans, il entre au lycée de Bâle et a pour professeur Thomas Platter le Vieux. En 1563, il est reçu bachelier en lettres, et en 1565, acquiert une maîtrise de lettres.
Le 19 avril 1569, il obtient son diplôme de docteur en médecine de l'Université de Bâle, et en 1570, il est nommé professeur d'éloquence dans la même université.
En 1575, il succède au professeur Johannes Hospinien dans la charge de professeur en logique, et est reçu bourgeois de Bâle. Il latinise alors son nom en Stupanus.
En 1576, Jean-Nicolas Stoppa est doyen de la faculté de médecine de Bâle.
Entre 1581 et 1584, il est interdit d’enseigner ; le conseil de l'Université de Bâle ayant été outré que Jean-Nicolas Stoppa ait pu dédier son introduction de la seconde édition latine de Il principe, de Nicolas Machiavel, au prince-évêque catholique Jacques Christophe Blarer de Wartensee.
En 1620, il décide de terminer sa carrière universitaire en cédant sa chaire de professeur à son fils, Emmanuel.
Il meurt le 11 septembre 1621, inhumé en l’église de Saint-Léonard à Bâle en Suisse.
Jean-Nicolas Stoppa traduisit et écrivit plusieurs ouvrages de médecine et de science :
- le 1er mars 1573, Historiae de bello nuper Venetis a Selimo II[15].
- en 1577, il traduit en latin l’ouvrage d’Abel Foullon, L'usage de l'holomètre, pour savoir mesurer toutes choses qui sont sous l'étendue de l'œil, tant en longueur et largeur qu'en hauteur et profondeur[16].
- en 1580, il écrit l'introduction de la seconde édition de Il principe de Nicolas Machiavel[13].
- en 1588, il traduit en allemand le Discours sur la vie de Nicolas Machiavel[5].
- en 1614, il écrivit un livre sur la médecine Medicina theorica ex Galeni et Hippocratis physiologicis, pathologicis et semeiotici, qui fut qualifié de “compilation fort insignifiante” - incomparable avec le manuel écrit à cette même époque par son confrère Gaspar Hoffmann, Institutionam medicarum[17].

En 1863, Le Kunstmuseum de Bâle exposa son portrait dans la galerie des tableaux et dessins du XVIe siècle.

#### Mariages de Jean-Nicolas Stoppa
Monsieur Huldrych M. Koelbling écrit qu’il se marie trois fois car il mentionne une première épouse sans préciser son nom, qui meurt en 1570.
En décembre 1571, il épouse Régula Frey (ou Phrygia ou Frech), avec laquelle il a une fille, Judith baptisée le 13 mars 1575, et décédée le 17 septembre 1602 en la ville de Bâle. Le 5 octobre 1579, son épouse Régula Frey meurt.
Le 5 décembre 1580, il se remarie en la paroisse Saint-Pierre à Bâle avec Catherine Iselin (1544-1619) ; ils eurent neuf enfants, dont un fils Emmanuel qui reprit sa chaire de professeur de médecine à l'Université de Bâle.

### Emmanuel Stoppa

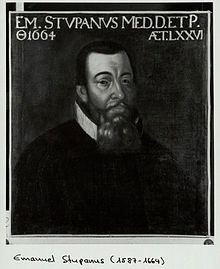
Emmanuel Stoppa (1587-1664)

Emmanuel Stoppa, est le fils de Jean-Nicolas Stoppa et de Catherine Iselin, il est né le 13 décembre 1587 à Bâle. Le 26 septembre 1607 il obtient une maîtrise en philosophie et publie sa thèse “De elementis velitatio amica”. Il voyage en Allemagne, en France et en Italie. En 1612 il étudie à la faculté de Padoue.
Le 25 octobre 1613, il publie sa deuxième thèse, De omnis pleuritidis theorica et generali therapia therma medica.
En 1618, Emmanuel Stoppa corrige, complète et édite l’ouvrage de Léonard Fuchs ou Fuchsius, Institutionum Medica ad Hippocratis, Galeni, aliorum veterum Scipta recte intelligenda mire utiles Libti quinque.
En 1614, il est docteur en médecine, et en 1620 succède à son père à la chaire de médecine de l'université de Bâle.
Le 28 mars 1620, il publie sa troisième thèse De fraudibus Paracelsistarum.
Le 5 décembre 1624, il prononce l’oraison funèbre de Caspard Bauhin.
Il publia de nombreux ouvrages dont : Lexicon Medicum Castelli et Les aphorismes d'Hippocrate.
De elementis velitatio amica (1607), De omnis pleuritidis theorica et generali therapia thermata medica (1613), puis Institutionum medecina ad Hippocratis, Galeni, aliorumque veterum Scripta recte intelligenda mire utiles Libti quinque en 1618, et De fraudibus Paracelsistarum en 1620.
En 1637, il fut tuteur de la thèse de doctorat de Franciscus de Le Boë, De animali motu ejusque laesionibus.
Emmanuel Stoppa assure 12 fois la responsabilité de doyen de l'Université de Bâle, dont il est nommé trois fois président.
Le 23 janvier 1617, Emmanuel Stoppa épouse Judith Zörnlin (1587-1667), avec laquelle il a treize enfants.
Une de ses petites-filles, Judith, née de l’union de Maria Harscher et de Christophe Stoppa, épousa Jacob Bernoulli, le célèbre professeur de mathématiques de l’université de Bâle.
Le 26 février 1664, Emmanuel Stoppa meurt à l'âge de 77 ans à Bâle.

### Bernardin Stoppa
Bernardin Stoppa, est né à Chiavenna vers 1579. Il est le fils de Nicolas Stoppa (1526-1592), éminent notable de la ville de Chiavenna.
Monsieur Jacques A. Galiffe mentionne qu’il est « gentilhomme grison ».
Il épouse Angela Camoilla ou Camogli, fille de Nicolas Camoilla ou Camogli de Gêne. Ils eurent dix enfants dont Jean Antoine Stoppa.
En 1597, Bernardin Stoppa s'établit marchand-banquier à Lyon et s'implique dans l'église réformée de Lyon. Les 20 juin et 23 novembre 1604, il est appelant lors d'un procès où il met en doute la bonne foi de Saint François de Sales.
Le 9 décembre 1626, il confie la gestion de sa banque lyonnaise à son fils Jean Antoine, afin de s'installer banquier à Paris, demeurant rue du Four, paroisse Saint-Eustache.
Le 23 juillet 1630, son fils Jean Antoine ayant décidé de quitter la ville de Lyon, Bernardin reprend les activités de la banque lyonnaise tout en maintenant son statut de banquier bourgeois à Paris.
Il meurt avant le mois de juillet 1638. Le 17 juillet, son fils Jean Antoine renonce à sa succession devant maître Lecat, notaire.

### Jean-Antoine Stoppa
Jean Antoine Stoppa, fils de Bernardin Stoppa et d’Angela Camoilla, est né avant 1597 à Chiavenna,.
En 1597 il réside à Lyon avec sa famille, où son père était établi marchand-banquier. Il se convertit au catholicisme pour épouser vers 1621-1622 Marguerite Pestalozzi.
En 1626 il reprend la direction de la banque créée par son père, ce dernier ayant décidé de s'établir comme banquier à Paris. Le 23 juillet 1630, il donne procuration à son père pour gérer toutes ses activités bancaires à Lyon, et commence une carrière de diplomate.

Il accompagne François Leclerc du Tremblay dit “Le Père Joseph”, à la diète de Ratisbonne. À Ratisbonne, il devient secrétaire de l’ambassadeur de France, Charles Brûlart de Genlis. Le 21 juin 1631, il est chargé de négocier l'exécution du Traité de Cherasco.

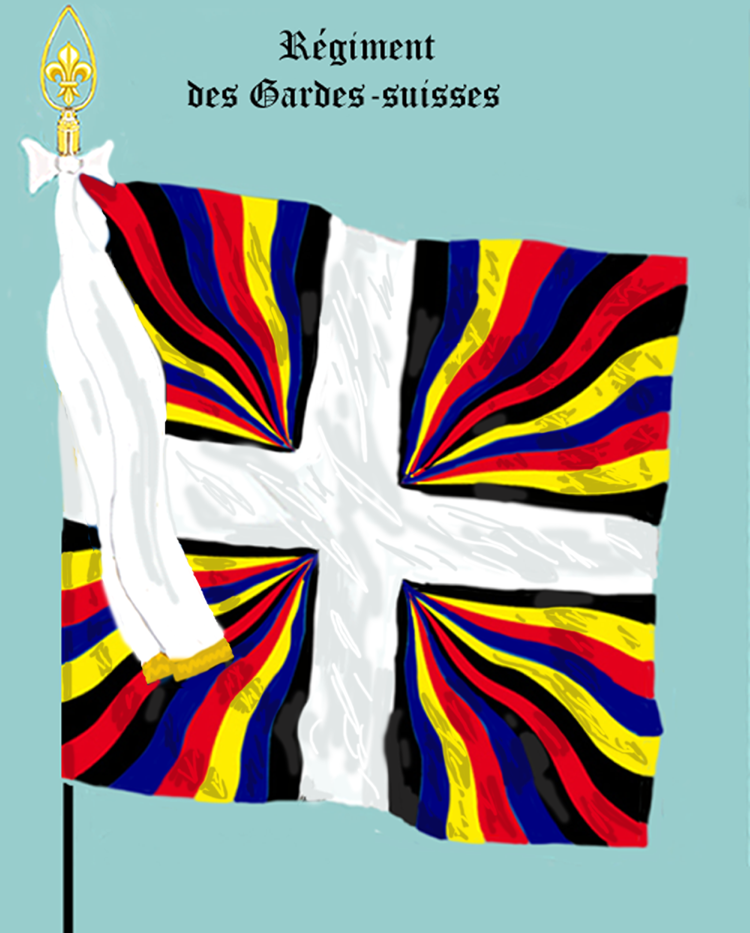
Blason du Régiment des Gardes suisses

En 1632 et 1633, il est chargé de missions principalement entre le pays des Grisons et la France par le duc Henri II de Rohan ; pour assurer sa sécurité une compagnie franche de deux cents hommes lui est attitrée.
En 1635, Jean Antoine Stoppa devient militaire ; il participe sous les ordres du maréchal de camp Ulysse de Salis aux combats avec sa compagnie franche pour la reconquête de la Valteline.
En janvier 1638, il acquit le brevet de capitaine de la compagnie franche qu'il avait levée en 1635. En 1648, sa compagnie est incorporée à titre de demi-compagnie dans le régiment des Gardes suisses, et couplée en 1650 avec celle de Zür-Lauben,.
En 1650, Jean-Antoine Stoppa confie le commandement de sa compagnie à son cousin Pierre Stoppa, il est promu gentilhomme ordinaire de la chambre du roi.
En juillet 1652, il meurt suite d'une blessure reçue lors du siège de Coucy-le-Château.
Jean Antoine Stoppa se maria 4 fois :

#### Mariages de Jean-Antoine Stoppa
- vers 1621-1622, il épouse Marguerite Pestalozzi, ils eurent quatre enfants[40].
- vers 1644, mariage avec Élisabeth de Perponcher, dame d’Autremencourt, ils eurent deux enfants[1].
- le 27 septembre 1646, en l'église Saint-Sauveur à Paris, avec Charlotte Le Vaillant, fille d’Adrien Le Vaillant sieur de Vauchel maître verrier et de Louise (ou Madeleine) du Fours dame de Quitry. Ils eurent deux fils[41].
- le 9 février 1650 en l’église Saint-Sauveur à Paris, il épouse Marie de Wyer (ou de/du Vuyer) fille du noble homme André de Wyer et de dame Jeanne Tardif. Ils eurent un fils[42].

### Alexandre Louis François Stoppa

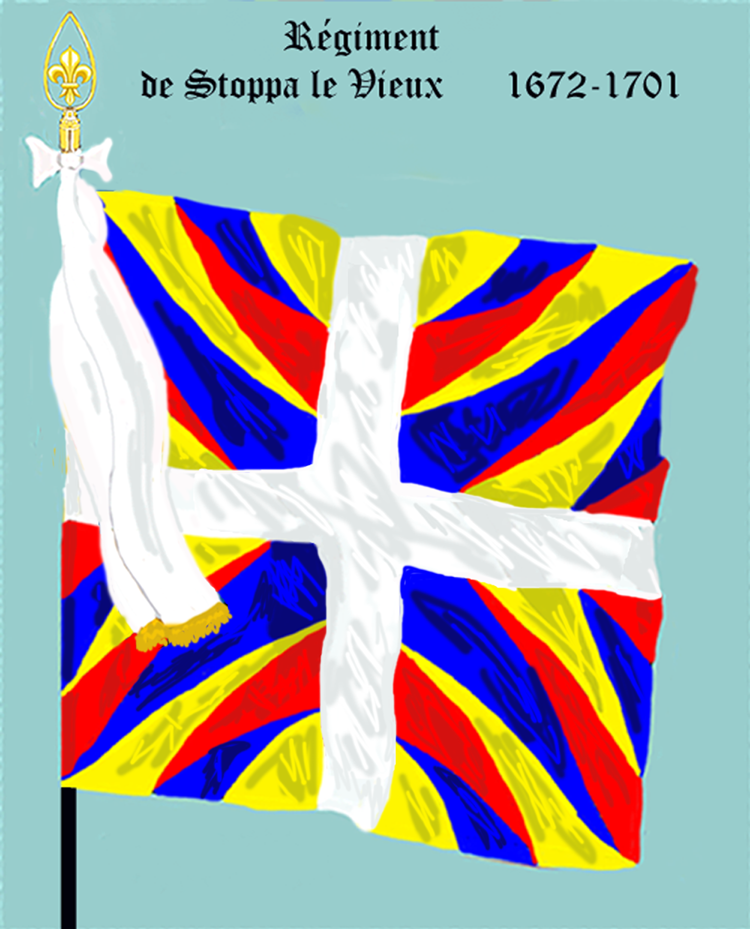
Blason Régiment Vieux Stoppa

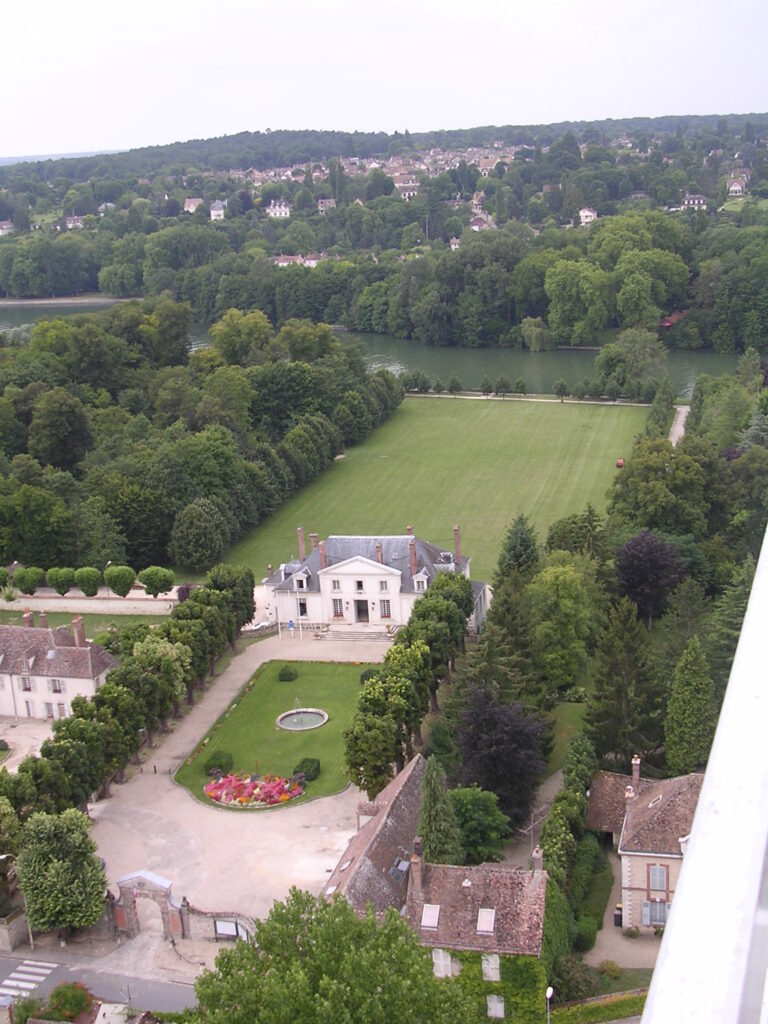
Chateau d’Hericy - vue aérienne

Alexandre Louis François est né après 1670, étant donné que ses parents Abraham Stoppa et Marthe du Hamel se sont mariés le 6 avril 1669.
Le 18 avril 1684, commence une carrière militaire en tant que cadet, ses premières armes accomplies, il obtient le commandement d’une compagnie de 200 hommes dans le régiment Vieux-Stoppa,.
Le août 1692, il participe à la bataille de Steinkerque, où il est gravement blessé au bras.
En récompense de ses services, il est nommé major du Régiment Vieux-Stoppa, fonction qu’il garde jusqu’en février 1695.
En février 1696, il est promu second major au régiment des Gardes suisses.
Le 20 février 1700, il est décoré de la croix de l’ordre royal et militaire de Saint-Louis.
En juillet 1697, le roi Louis XIV, par lettres patentes, lui donne, en considération des services rendus par lui et sa famille, les biens confisqués à son oncle Louis Charles Stoppa, qui avait été accusé de trahison.
En 1702, Alexandre Louis François Stoppa est promu premier major du régiment des Gardes suisses. Le 6 septembre 1717, Alexandre Louis François Stoppa meurt des suites des blessures reçues lors de la bataille de Steinkerque, il est inhumé le 17 septembre 1717 à Héricy, en Seine-et-Marne.
Alexandre Louis François Stoppa épouse au début de l'année 1697 dame Elisabeth Louise Lotin de Charny, sixième enfant de Nicolas Louis de Charny et de Louise Larcher.
En cadeau de mariage, il reçoit de son grand-oncle Pierre Stoppa le château et les terres d’Héricy, commune de Seine-et-Marne.
Alexandre Louis François Stoppa et son épouse Elisabeth Louise Lotin de Charny eurent deux enfants : Pierre Alexandre et Louise Marthe Stoppa. Alexandre Louis François Stoppa eut également un enfant adultérin, prénommé Jean Alexandre,.

### Jean-Baptiste Stoppa
Jean Baptiste Stoppa, est né à Chiavenna en 1570,. Il est le fils de Nicolas Stoppa (1526-1592), éminent notable de la ville de Chiavenna. En 1611, il devient membre du Conseil de la ville de Chiavenna, et en 1619 il est élu consul.
En 1624, Jean Baptiste Stoppa s’établit à Lyon, avec sa famille, pour s’associer avec son frère, Bernardin Stoppa, qui est marchand-banquier,.
Jean Baptiste Stoppa épouse sa cousine Marie Lavinia Stoppa, née en 1585 à Chiavenna, fille du chirurgien Jean-Pierre Stoppani. Ils eurent six enfants dont Jean-Pierre Stoppa né en juillet 1619, et Jean-Baptiste Stoppa né le 16 février 1623.
Il meurt à Genève le 1er mars 1647,.